# Taça Latina de 1957
A Taça Latina de 1957 foi a 2ª edição da Taça Latina.
| País     | J | V | E | D | GM | GS | DG | Pts |
| -------- | - | - | - | - | -- | -- | -- | --- |
| Portugal | 3 | 1 | 2 | 0 | 12 | 3  | 9  | 4   |
| Itália   | 3 | 1 | 2 | 0 | 8  | 4  | 4  | 4   |
| Espanha  | 3 | 1 | 2 | 0 | 11 | 7  | 4  | 4   |
| França   | 3 | 0 | 0 | 3 | 11 | 7  | -4 | 0   |

|          | Portugal | Itália | Espanha | França |
| -------- | -------- | ------ | ------- | ------ |
| Portugal |          | 3-3    | 1-1     | 4-0    |
| Itália   |          |        | 2-2     | 9-0    |
| Espanha  |          |        |         | 6-2    |
| França   |          |        |         |        |